# Diocesi di Fionia
La diocesi di Fionia (in danese: Fyens Stift) è una diocesi della chiesa di Danimarca. La sede vescovile è presso la cattedrale di San Canuto, ad Odense, nel Syddanmark, Danimarca.

## Storia
La diocesi è stata fondata nel 988 come "diocesi di Othinia" (nome latino di Odense). Nel corso dell'XI secolo la giurisdizione sulla diocesi è stata contesa tra gli arcivescovi di Amburgo-Brema e gli arcivescovi di Canterbury. Dal 1104 la diocesi è appartenuta alla diocesi di Lund, allora suffraganea dell'Arcivescovado di Amburgo-Brema.
Dopo la Riforma, la diocesi è stata sostituita da una diocesi luterana. Nel 1803 ha ceduto parte del suo territorio in favore dell'erezione della diocesi di Lolland-Falster.

## Vescovi di Fionia
- Odinkar Hvide 988-10??
- Reiner I. 1022-10??
- Gilbert 1048-1072
- Hubald 1101-11??
- Hermann 1136-1138
- Ricolf 1138-1163
- Linus 1163-11??
- Simon 1170-1186
- Johann I. 1186-1213
- Lojus 1213-1236
- Iver 12??-1245
- Niels 1245-1247
- Jakob 1247-1252
- Reiner II. 1252-1267
- Peter 1267-1276
- Johann II. 1277-1286
- Gisiko 1286-1300
- Niels Jonassøn 1340-1362 (Jonsen)
- Erik Jensen Krabbe 1362-1376
- Waldemar Podebusk 1376-1392
- Theus Podebusk 1392-1400 (Teze)
- Jens Ovesen 1400-1420
- Navne Jensen 1420-1440

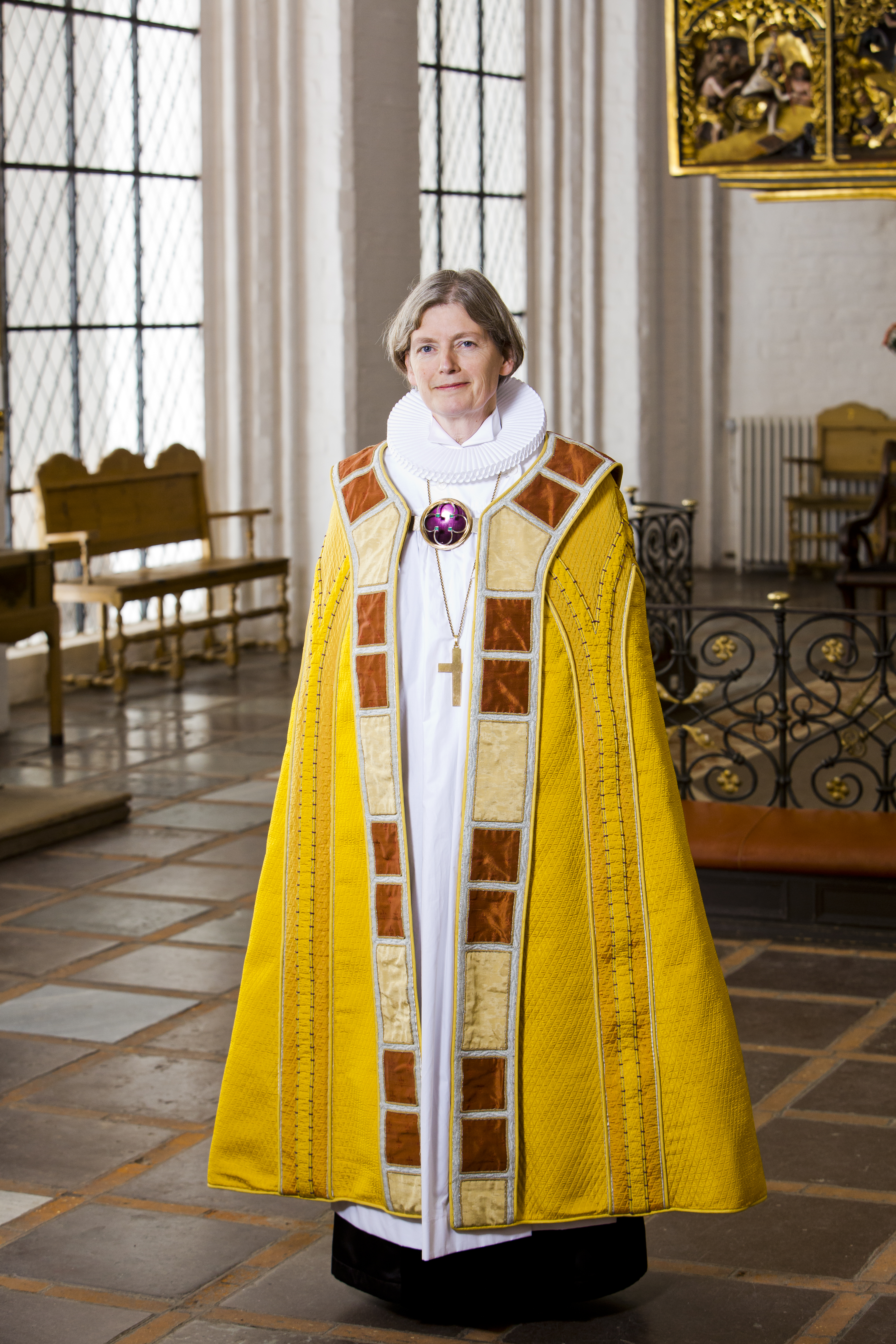
Tine Lindhardt vescovo di Fionia dal novembre 2012

- Henning Torkildsen Ulfeld 1440-1460 (Henneke Torkilsen)
- Mogens Krafse 1460-1474
- Karl Rønnow 1475-1501
- Jens Andersen Beldenak 1501-1517
- Jens Andersen Beldenak 1523-1529
- Knud Henriksen Gyldenstierne 1529-1534
- Gustav Trolle 1534-1535
- Knud Henriksen Gyldenstierne 1535-1536
- Jørgen Jensen Sadolin 1537-1559
- Niels Jespersen 1560-1587
- Jacob Madsen Vejle 1587-1606
- Hans Knudsen Vejle 1606-1616
- Hans Mikkelsen 1616-1651
- Laurids Jacobsen Hindsholm 1651-1663
- Niels Hansen Bang 1663-1676
- Thomas Kingo 1677-1703
- Christian Rudolph Müller 1703-1712
- Christian Muus 1712-1717
- Jacob Lodberg 1718-1731
- Christian Ramus 1732-1762
- Jakob Ramus 1763-1785
- Tønne Bloch 1786-1803
- Peder Hansen 1804-1810
- Frederik Plum 1811-1834
- Nicolai Faber 1834-1848
- Christian Thorning Engelstoft 1851-1889
- Harald Stein 1889-1899
- Hans Valdemar Sthyr 1900-1903
- Laurits Nicolai Balslev 1903-1921
- Gabriel Koch 1922-1922
- Anders Jensen Rud 1922-1938
- Hans Øllgaard 1938-1958
- Knud Christian Holm 1958-1984
- Vincent Lind 1984-1995
- Kresten Drejergaard 1995-2012
- Tine Lindhardt 2012-2023
- Mads Davidsen 2023-